# NGC 3012
NGC 3012 je galaksija u zviježđu Malom lavu.

## Vanjske poveznice
- SEDS: NGC 3012